# NGC 2429
NGC 2429 је спирална галаксија у сазвежђу Рис која се налази на NGC листи објеката дубоког неба.
Деклинација објекта је + 52° 21' 27" а ректасцензија 7h 43m 47,5s. Привидна величина (магнитуда) објекта NGC 2429 износи 13,8 а фотографска магнитуда 14,6. NGC 2429 је још познат и под ознакама NGC 2429A, UGC 3983, MCG 9-13-39, KCPG 138B, CGCG 262-23, VV 284, PGC 21664.